# Tangkisan (Mrebet)
Tangkisan is een bestuurslaag in het regentschap Purbalingga van de provincie Midden-Java, Indonesië. Tangkisan telt 4136 inwoners (volkstelling 2010).